# 麻豆渓事件
麻豆渓事件（まとうけいじけん）はオランダ統治時代の台湾で発生した原住民の反オランダ抗争事件。
海賊被害に悩まされていたオランダ東インド会社は、1629年に第3代台湾長官のピーテル・ノイツが派遣した62名の兵士で麻豆社に入り、海賊の捜索に当たった。しかし麻豆社は表面上はオランダの統治下に入っていたが、族人がオランダ入植者に殺害される事件があり、また成人男性に対する強制的な使役に対し不満を有しており、案内人を務めた麻豆渓社の人々はオランダ人の捜索を妨害した。
夕刻を迎えたオランダ兵は捜索を中止、帰営することになった。帰途朝豆渓を通過した際、捜索に同行した麻豆渓人に武器を持たせ、また川を渡る際に彼らに背負われていたが、川中に至ると麻豆渓の人々は突然オランダ兵を川に投げ込み、全員を溺死させた。
ピーテル・ノイツはこの報告を聞いて怒りを表したが、浜田屋弥兵衛事件の処理に追われており報復攻撃を断念、ハンス・プットマンスが後任の長官に就任すると料羅湾の海戦に破れ、また劉香による熱蘭遮城襲撃もあり、麻豆渓への報復攻撃がなされたのは事件発生から6年経過した1635年であった。11月23日、プットマンスは自ら4,500名のオランダ兵士と2,000名の新港社原住民により麻豆社を攻撃、僅か1日で260名の麻豆渓の人々が殺害され、また社内の三千を越える家屋も焼き払われた。12月19日になり麻豆社はオランダに降伏、オランダへの帰順の態度を表明した。
この出兵をきっかけにオランダは未帰順の各地に出兵、蕭壠社（現在の佳里区）、大目降（現在の新化区）、目加溜湾（現在の善化区）、哆囉国（現在の東山区）、小琉球（現在の琉球郷）、などの社を投降させた。しかしオランダの苛政に対し、原住民は面従腹背の態度をとり、オランダ統治時代を通じて完全に帰順することはなかった。